# Rittenhofen (Adelsgeschlecht)

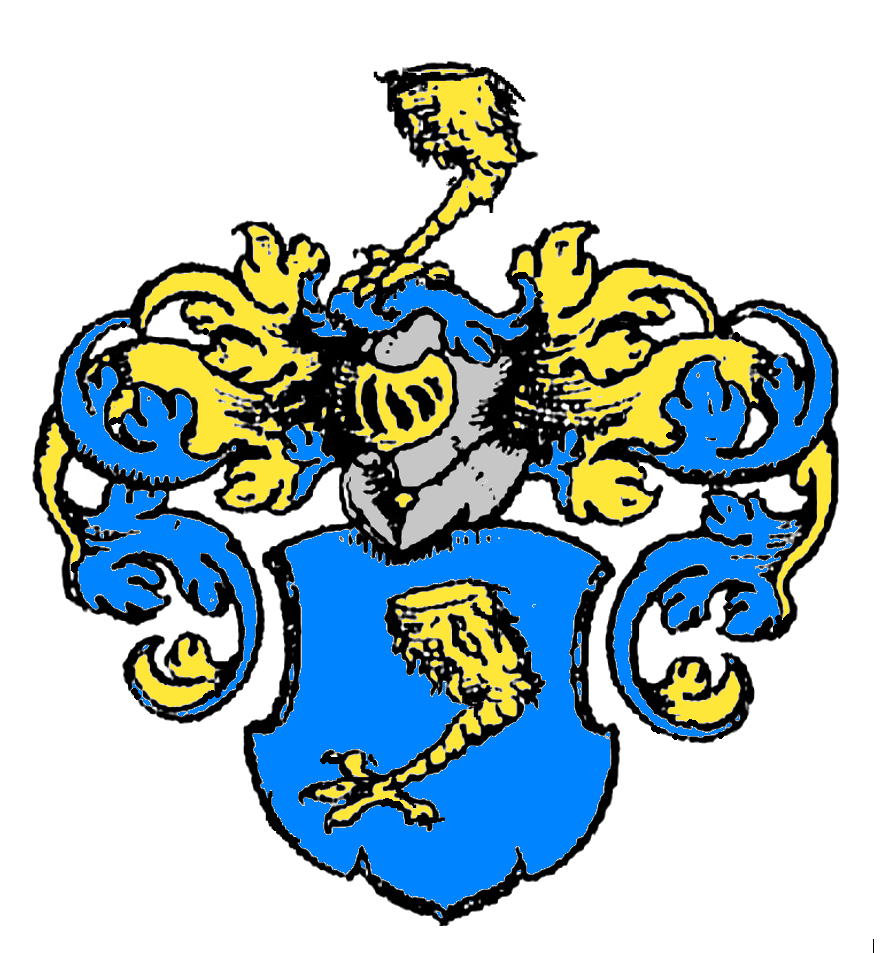
Wappen derer von Rittenhofen

Rittenhofen (auch: Ritenhofen, Ritenhoffen etc.) ist der Name eines ausgestorbenen Adelsgeschlechts, welches aus Rittenhofen bei Köllerbach stammt.

## Geschichte
Die von Rittenhofen treten im 14. Jahrhundert als Ministeriale der Grafen von Nassau-Saarbrücken erstmals in Erscheinung. Zu den Grafen unterhielten die von Rittenhofen enge Beziehungen. So ehelichte etwa Peter von Rittenhofen, Amtmann zu Kirchheimbolanden, vor 1425 eine außereheliche Tochter des Grafen Philipp I. von Nassau-Saarbrücken-Weilburg. 
Philipp, Graf zu Nassau und Saarbrücken, belehnte am 27. Juli 1425 seinen Schwiegersohn Peter von Rittenhofen für getreue Dienste und dessen Hausfrau Grede, seine Tochter, zu freiem Burglehen mit Haus und Gütern, die der verstorbene Philipp von Gabsheim, sein Vogt zu Kirchheimbolanden hatte, Haus und Hof zu Kirchheimbolanden, hinten auf die Ringmauer stoßend, mit Freiheit wie andere Burgmannen zu Kirchheimbolanden.
Des Weiteren stellte die Familie mehrere Schultheißen von Saarbrücken. Die Familie scheint Anfang des 16. Jahrhunderts ausgestorben oder in bürgerliche Verhältnisse abgestiegen zu sein.
Besitzungen der Familie lagen unter anderem in Rittenhofen, Buttersweiler, Kirchheimbolanden, Kölln und Bischmisheim.

## Angehörige
- Nikolaus von Rittenhofen († zw. 1413 u. 1427), „Meier zu Rytchenhoben“ u. Schultheiß von Saarbrücken
- Hans von Rittenhofen († 1466), Schultheiß von Saarbrücken
- Thielemann von Rittenhofen († nach 1438), Dekan von St. Arnual (1417–1438)
- Peter d. Ä. von Rittenhofen († vor 1461), Amtmann in Kirchheimbolanden, Gutsherr auf Rittenhofen und Burgherr von Homburg ⚭ Grete von Nassau († 1437), außereheliche Tochter von Graf Philipp I. von Nassau-Saarbrücken-Weilburg

## Wappen

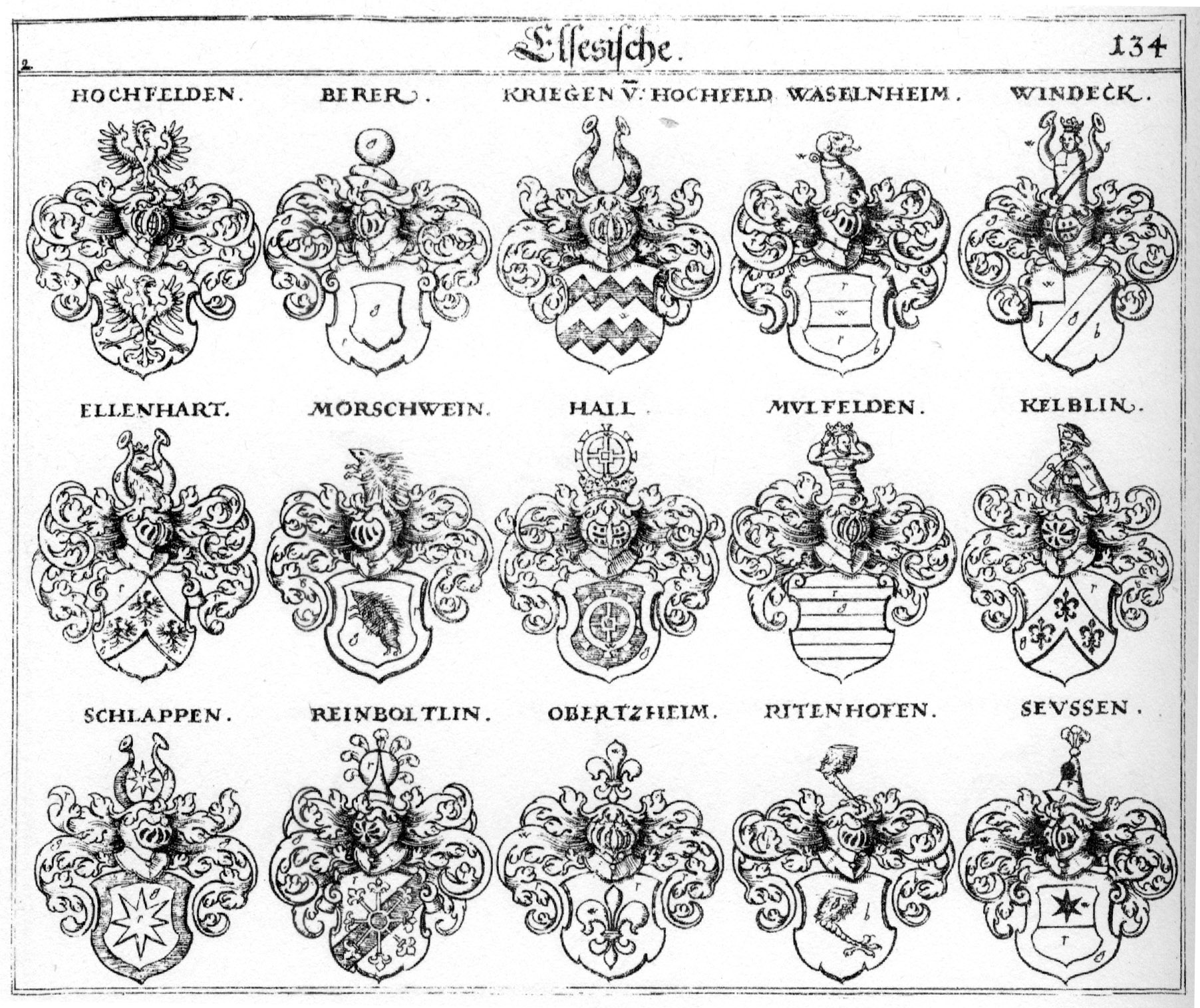
Alter Siebmacher, 2. Teil Anfang 18. Jahrhundert: Wappen derer von Rittenhofen bei Elsässer Ritterschaft und Adel: unterste Reihe, vorletztes Wappen.

Blasonierung: In Blau eine goldene Greifenkralle (Adlerfang). Auf dem Helm die Greifenkralle. Die Helmdecken sind blau-golden.